# Ояс
Ояс (фр. Oyace) — муніципалітет в Італії, у регіоні Валле-д'Аоста.
Ояс розташований на відстані близько 600 км на північний захід від Рима, 14 км на північ від Аости.
Населення — 215 осіб (2014).
Щорічний фестиваль відбувається 29 вересня. Покровитель — Архангел Михаїл.

## Демографія
Населення за роками:

Станом на 1 січня 2023 року в муніципалітеті офіційно проживало 5 іноземців з 3 країн, серед них 3 громадяни країн Євросоюзу.

## Сусідні муніципалітети
- Бйона
- Нюс
- Олломон
- Кар
- Вальпеллін